# Sandy Berger
Pour les articles homonymes, voir Berger (homonymie).
Samuel Richard Berger dit Sandy Berger, né le 28 octobre 1945 à Millerton (État de New York) et mort le 2 décembre 2015 à Washington (district de Columbia), est le 19e conseiller à la sécurité nationale sous le second mandat du président Bill Clinton de 1997 à 2001.

## Biographie
Originaire de Millerton, un village de l'État de New York à la limite du Connecticut, où ses parents tenaient un magasin de surplus militaire, il obtint un bachelor of Arts à l'université Cornell, puis un doctorat de droit à la faculté de droit de Harvard. Il participa à la campagne présidentielle du sénateur George McGovern en 1972 où il se lia d'amitié avec Bill Clinton. Berger travailla comme avocat d'affaires à l'international.

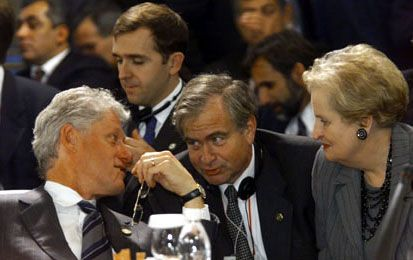
Sandy Berger (centre), Bill Clinton et Madeleine Albright en 1999.

Au poste de conseiller à la sécurité nationale, il contribua à la politique étrangère de l'administration Clinton devant conseiller le président des suites de l'attentat des tours de Khobar en Arabie saoudite, sur le bombardement de l'Irak en décembre 1998, sur le bombardement en ex-Yougoslavie de mars à juin 1999, sur les réponses à donner aux attaques des ambassades américaines en 1998 au Kenya et en Tanzanie et sur la politique d'engagement de l'administration américaine vis-à-vis de la Chine. Il fut aussi un des acteurs importants du sommet de Camp David II en juillet 2000. Il a notamment déclaré en parlant des États-Unis que c'était la « première puissance d’envergure mondiale de l’histoire qui ne soit pas un empire ». 
Il est président d'une société de conseil internationale et président du conseil d'administration d'un fonds d'investissement. Il fut un conseiller à la politique étrangère de la sénatrice Hillary Clinton lors de sa campagne présidentielle en 2007/2008.

### Note
1. ↑  Apple Jr., R. W., « A Domestic Sort With Global Worries », New York Times, 25 aout 1999

### Référence
- (en) Cet article est partiellement ou en totalité issu de l’article de Wikipédia en anglais intitulé « Sandy Berger » (voir la liste des auteurs).